# لیندزی میدوز
لیندزی میدوز (انگلیسی: Lindsey Meadows؛ زاده ۱۰ آوریل ۱۹۸۲) یک بازیگر پورنوگرافی اهل ایالات متحده آمریکا است.